# جاك كانفيلد
جاك كانفيلد (بالإنجليزية: Jack Canfield)‏ (ولد 19 أغسطس 1944)  مؤلف ومتحدث احترافي وقائد حلقات بحث ومدرب مؤسسي ورجل أعمال ناجح. يشتهر بمشاركته في تأليف كتاب تشيكن سوب فور ذا سول الذي حقق مبيعات ضخمة وترجم لأربعين لغة.
بعد تخرجه من جامعة هارفارد، بدأ جاك حياته المهنية كمدرس بإحدى المدارس الثانوية في مدينة داخلية في شيكاغو. سرعان ما أصبح جاك مولعًا بتعلم الكيفية التي يحفز بها طلابه غير المحفزين. وخلال بحثه، توصل جاك إلى مليونير شيكاغو العصامي والعالم الناجح دابليو كلمنت ستون. ستون كان الناشر لسكسس ماغازين ورئيس شركة كومبايند إنشورانس، ومؤلف كتاب نظام النجاح الذي لافشل أبدًا. شارك ستون أيضًا في تأليف كتاب النجاح عبر العقلية الإيجابية.
عمل جاك في مؤسسة دابليو كلمنت آند جيسي في ستون فونداشن وتحمل مسؤولية نقل مبادئ النجاح هذه إلى المدارس ونوادي الصغار الموجودة في منطقة شيكاغو؛ وبعد ذلك في كامل منطقة ميدوست. ولأن جاك كان يرغب في فهم مبادئ التحفيز على الإنجاز بمزيد من الوضوح، فإنه عاد إلى إكمال الدراسات العليا في ماساشوسيتس حيث حصل على درجة الماجستير في التربية النفسية. وبعد الانتهاء من الدراسة، حصل جاك على وظيفة يقوم من خلالها بإجراء حلقات بحث من أجل معلمي المدارس والمرشدين والمعالجين النفسيين، وفي وقت لاحق من أجل قادة المؤسسات والمديرين وموظفي المبيعات ورجال الأعمال. درس مبادئ تقدير الذات وتحقيق الأداء الفائق والتحفيز على الإنجاز والنجاح، كما قام جاك بالتأليف والمشاركة في تأليف كتب كثيرة.

## روابط خارجية
- جاك كانفيلد على موقع IMDb (الإنجليزية)
- جاك كانفيلد على موقع ميوزك برينز (الإنجليزية)
- جاك كانفيلد على موقع ديسكوغز (الإنجليزية)
- جاك كانفيلد على موقع قاعدة بيانات الفيلم (الإنجليزية)